# Dlhé Stráže
Dlhé Stráže este o comună slovacă, aflată în districtul Levoča din regiunea Prešov. Localitatea se află la altitudinea de 613 m deasupra n.m., se întinde pe o suprafață de 3,37 km2 și în 2017 număra 581 de locuitori.

## Istoric
Localitatea Dlhé Stráže este atestată documentar din 1278.

## Demografie
| An:                | 1994 | 2004    | 2014    | 2024   |
| ------------------ | ---- | ------- | ------- | ------ |
| Număr de persoane: | 439  | 503     | 564     | 618    |
| Diferență:         |      | +14,57% | +12,12% | +9,57% |

| An:                | 2023 | 2024   |
| ------------------ | ---- | ------ |
| Număr de persoane: | 613  | 618    |
| Diferență:         |      | +0,81% |